# Adolf Treichel
Adolf Otto Treichel (* 26. Oktober 1869 in Riesenburg, Westpreußen; † 1. April 1926 in Danzig) war ein deutscher Politiker und Präsident des Volkstags der Freien Stadt Danzig (1921–1923 und 1924–1926).

## Leben
Treichel besuchte das Städtische Realgymnasium zu Elbing und studierte in Königsberg, wo er auch promoviert wurde. Von 1897 bis 1900 war er Lehrer an der Deutschen Real- und Höheren Mädchenschule in Konstantinopel.  Im Oktober 1900 wurde er am Städtischen Gymnasium von Danzig angestellt. 1910 wurde Treichel zum Gymnasialprofessor ernannt und von 1921 bis 1926 war er dort Rektor. Während seines Studiums wurde er 1890 Mitglied der Burschenschaft Teutonia Königsberg.
Treichel war verheiratet und hatte mindestens einen Sohn.

## Auszeichnungen
Türkischer Osmanje-Orden IV. Klasse, 1900

## Werke
- Sir Cleges: Eine Mittelenglische Romanze, I. Einleitung. Dissertation (Königsberg) 1896.
- Sir Cleges: Eine Mittelenglische Romanze. Pierer, Altenburg 1896.[2]